# Моховое (Богородицкий район)
Моховое — деревня в Богородицком районе Тульской области России.
В рамках административно-территориального устройства входит в Товарковский сельский округ Богородицкого района, в рамках организации местного самоуправления включается в Товарковское сельское поселение.

## География
Расположена в 13 км к юго-востоку от города Богородицка. На западе примыкает к посёлку Товарковский.

## Население
| 2002 | 2010 |
| ---- | ---- |
| 110  | ↗133 |